# Euploea algea ssp. eleutho
Euploea algea eleutho је подврста Euploea algea, врсте инсекта из реда лептира (Lepidoptera) и породице шаренаца (Nymphalidae). 

## Распрострањење
Ареал врсте је ограничен на једну државу. Гвам је једино познато природно станиште врсте.

## Угроженост
Ова врста се сматра рањивом у погледу угрожености врсте од изумирања.